# Adrián Eduardo Miranda
Adrián Eduardo Miranda Ramón (20 de noviembre de 1997) es un deportista ecuatoriano que compite en taekwondo. Ganó una medalla de bronce en los Juegos Panamericanos de 2023, en la prueba de equipo.

## Palmarés internacional
| Juegos Panamericanos | Juegos Panamericanos | Juegos Panamericanos | Juegos Panamericanos |
| Año                  | Lugar                | Medalla              | Categoría            |
| -------------------- | -------------------- | -------------------- | -------------------- |
| 2023                 | Santiago (Chile)     | Medalla de bronce    | Equipo               |